# Bison bison
El bisonte americano (Bison bison), también denominado búfalo, y —palabra en desuso— cíbolo, es una especie de gran mamífero artiodáctilo de la familia de los bóvidos (Bovidae). Poblaba las planicies de toda Norteamérica, desde el norte de México, interior de Estados Unidos y Canadá, en grandes manadas, encontrándose desde el Gran Lago del Esclavo hasta el desierto de Chihuahua, y desde el este de Oregón hasta los Apalaches. En referencia a esta especie, el término «búfalo», que data de 1635, tiene más historia que el concepto «bisonte», registrado en 1774; por ello, en inglés americano es utilizado el primer término de manera errónea.
Se ha reintroducido el bisonte americano en las planicies del norte de México, esperando una pronta recuperación de la especie donde pastaba en siglos anteriores.

## Sistemática
Descrito como Bos bison por Linneo en 1758, hay autores que aún lo denominan de esa forma.
Se han descrito dos subespecies: bisonte de planicie (B. b. bison) y bisonte de bosque (B. b. athabascae) de Canadá.

## Características

Animación de un bisonte de 1887. Fotos de Eadweard Muybridge.

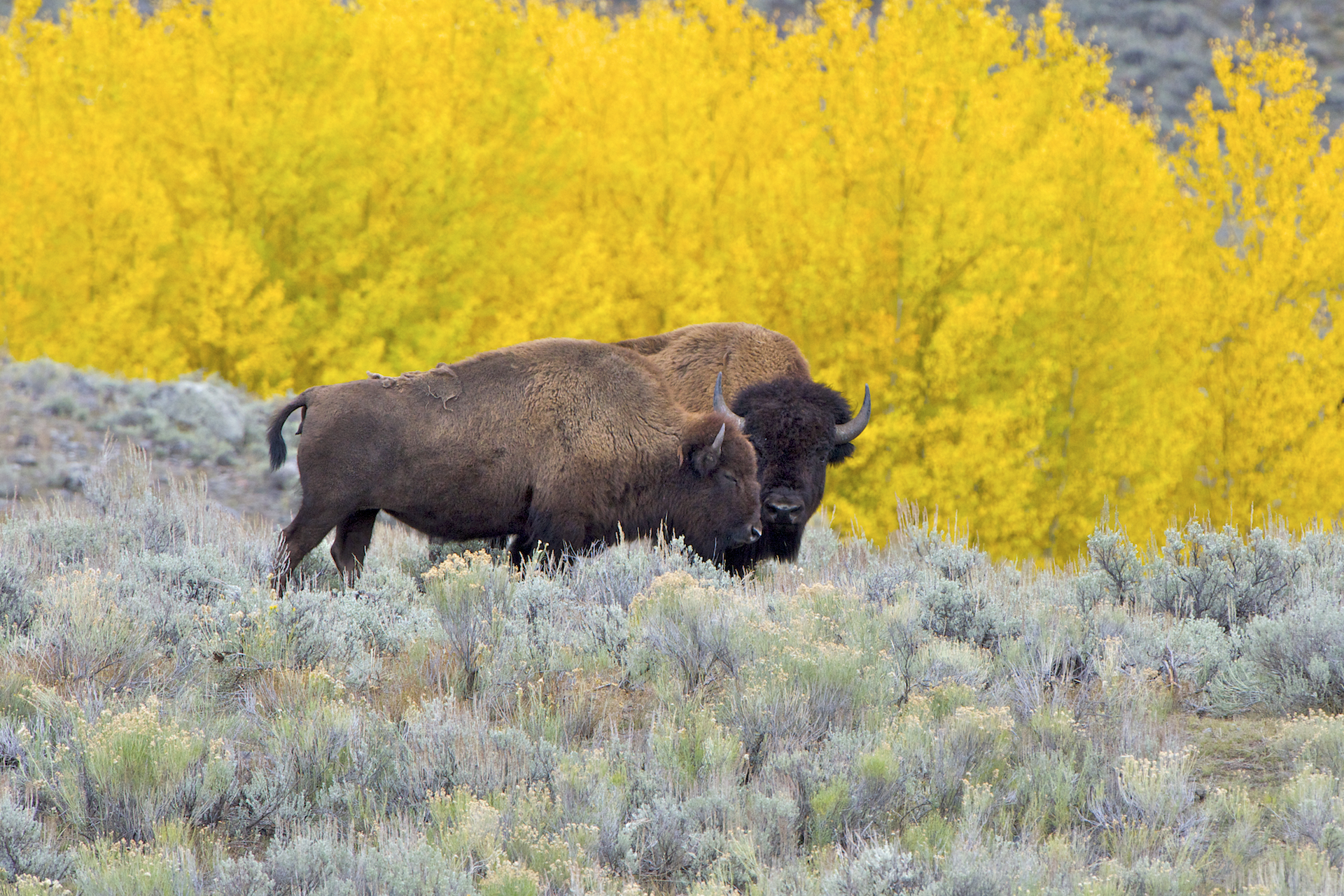
Bisonte americano y su cría con un fondo de colores de otoño, en el parque nacional de Yellowstone.

Los bisontes tienen un pelaje de color marrón oscuro durante el invierno, y uno más liviano de color marrón claro durante el verano. Llegan a medir hasta 1,60 m de alto y 3 m de largo, y pesan de 450 a 1350 kg. Tanto el macho como la hembra tienen pequeños cuernos curvos, los cuales usan para luchar en época de celo y como defensa.

## Historia natural
El bisonte es herbívoro; come hierbas y juncos. El bisonte se aparea en agosto y septiembre; es polígamo. Su período de gestación dura entre 260 y 280 días, tras el cual nace una sola cría que es cuidada durante un año. Los bisontes llegan a su madurez a los tres años de vida, y su promedio de vida es de dieciocho a veintidós años.
Estos animales constituían la principal fuente de alimentación para los indígenas americanos de las Grandes Llanuras.
El hábitat del bisonte americano lo constituyen los valles fluviales, las praderas y las llanuras. El hábitat más típico son las praderas abiertas o semiabiertas, así como la artemisa, las tierras semiáridas y los matorrales. Algunas áreas ligeramente arboladas también son históricamente conocidas por haber servido de hogar al bisonte. Los bisontes también pastan en las zonas montañosas donde las laderas no son empinadas. Aunque no son conocidos especialmente como animales de gran altitud, el rebaño de bisontes del parque Yellowstone se encuentra frecuentemente en elevaciones por encima de los 2000 metros.

## El bisonte americano en la cultura nativa

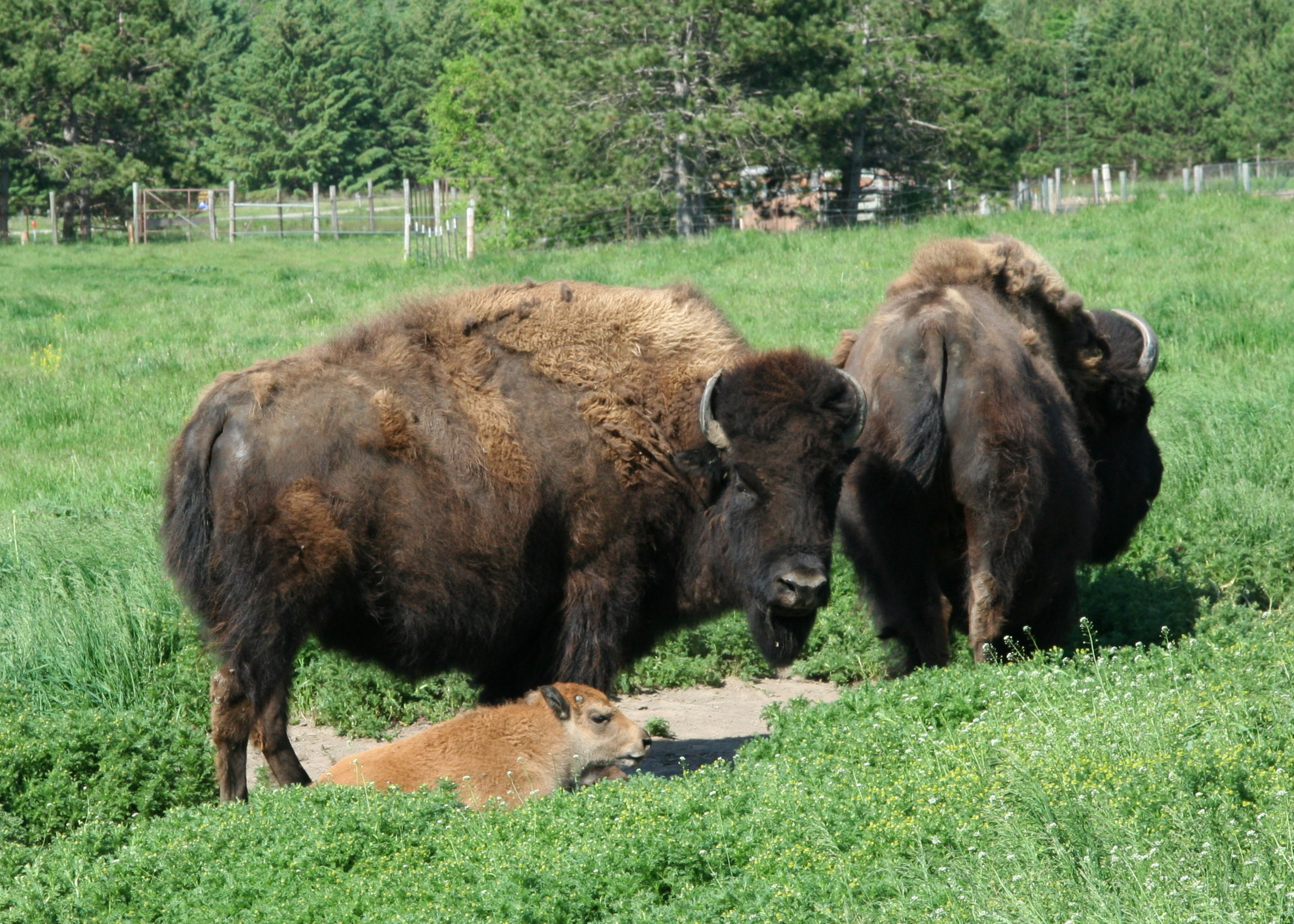
Bisonte americano

Hasta el siglo XVII, el bisonte americano rondó holgada y abundantemente los territorios del norte del continente americano. El bisonte era venerado por muchas de las tribus nativas de Norteamérica. En algunas naciones indígenas, la caza de este animal era acompañada de un gran respeto, admiración por sus cualidades y agradecimiento por todos los beneficios que aportaba. Se dice que, en el momento de la muerte del bisonte, el cazador amerindio se acercaba a inhalar su último aliento como forma de absorber espiritualmente sus virtudes. Fue conocido como «dador de vida», pues todo de este ser era utilizado. Los usos incluían alimentación, abrigo, indumentaria religiosa, combustible (se secaban las deyecciones al sol) y materiales de construcción.
El bisonte albino o búfalo blanco es una deidad, aún presente en el siglo XXI; por ejemplo, entre la gente sioux y lakota, los líderes espirituales están atentos para excluirlo de la cacería, pues es un ser respetado, venerado y admirado de acuerdo con la leyenda de la «mujer búfalo blanco», de Dakota del Sur.
A la llegada de los españoles a América, era tal la cantidad de bisontes o cíbolos que los conquistadores encontraron en las grandes praderas norteamericanas, que llamaron a la extensa región limitada por las Montañas Rocosas al oeste y los montes Apalaches al este «Llanos de Cíbola», y fue a esa región a la que se dirigió Francisco Vázquez de Coronado en busca de las míticas Siete Ciudades de Cíbola.
El bisonte americano es el mamífero emblema del estado estadounidense de Wyoming.

## Matanza del bisonte y posterior recuperación

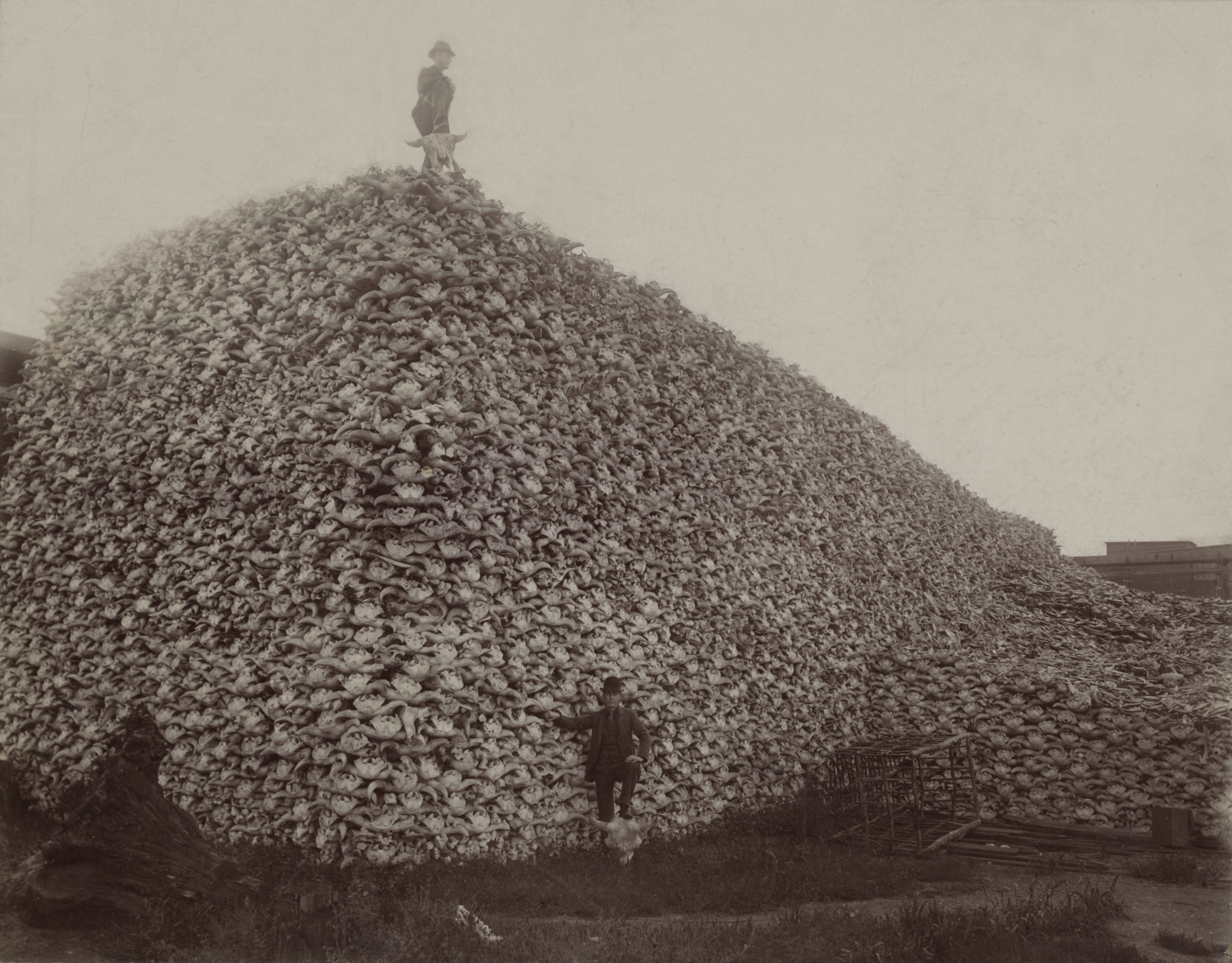
Cerca del exterminio: fotografía de una montaña de cráneos de bisontes fechada en 1892. Los huesos pulverizados eran vendidos como fertilizante.

La población de bisontes en territorio norteamericano en torno al año 1700 se estima entre 30 y 60 millones de ejemplares; sin embargo, para 1880 esta población ya se había reducido a poco más de 1000 individuos, debido principalmente a la destrucción y fragmentación de los pastizales, enfermedades y cacería; la caza del bisonte americano se precipitó después de la llegada de los ingleses a la costa este del continente, pues el valor de las pieles era bastante elevado y funcionó como un catalizador para la matanza de miles de animales. Cuando muchas de las naciones nativas, incluyendo la miami, smhawnee y potawatomi, fueron desplazadas, el bisonte americano fue cazado casi hasta su extinción en el siglo XIX, quedando solo 750 ejemplares hacia 1890. El zoológico del Bronx mantuvo una de las manadas sobrevivientes, de la cual fue restablecida la población en el parque nacional de Yellowstone y otras reservas naturales. La actual población de bisontes americanos es de aproximadamente 350 000 ejemplares.
A finales de la década de 1860, los ciudadanos privados comenzaron a capturar y albergar bisontes de forma independiente. En 1874, ambas cámaras del Congreso de Estados Unidos aprobaron la ley H.R. 921, para evitar la matanza inútil de búfalos dentro de los territorios de los Estados Unidos, pero el presidente Ulysses S. Grant no la firmó, lo que resultó en un veto de bolsillo.
Los relatos orales de las tribus confederadas Salish y Kootenai recuerdan a un hombre de la tribu Pend d’Oreille llamado Atatice que sabía que era necesario hacer algo cuando los búfalos desaparecieron. El hijo de Atatice, Latati, o pequeño halcón peregrino, finalmente guio a seis bisontes huérfanos hacia el oeste, a la reserva Flathead. Su padrastro, Samuel Walking Coyote, los vendió a los comerciantes de caballos Michel Pablo y Charles Allard en 1884. La manada de Pablo-Allard creció  y cuando en 1896 Allard murió su mitad de la manada se dispersó al ser vendida a ganaderos. La manada de Pablo siguió creciendo y desplazándose libremente a lo largo del río Flathead.  Después de negociaciones fallidas con el gobierno de los EE. UU., Pablo vendió la manada al gobierno canadiense en 1907.
Finalmente la Sociedad Americana del Bisonte (ABS) se formó en 1905 con Hornaday como su presidente para apoyar los esfuerzos de recuperación del bisonte. Theodore Roosevelt, nombrado presidente honorario de la sociedad, utilizó su posición como presidente de los EE. UU. para ayudar a la Sociedad Zoológica de Nueva York y a la Sociedad Americana del Bisonte a asegurar tierras, adquirir búfalos de los ganaderos y promover proyectos de reintroducción de bisontes. iniciando así el primer proyecto de preservación masiva en Estados Unidos.
Hoy en día, más de 250 000 de los 350 000 bisontes restantes son criados para consumo humano. Su carne tiene menos grasa y colesterol que la carne vacuna, lo que ha llevado al desarrollo del beefalo.
En 2009 se inició un proyecto para reintroducir al bisonte americano en México (animal muy común siglos atrás en zonas del norte del país); en noviembre de ese año, fue liberada una primera manada de 23 bisontes (veinte hembras y tres machos) provenientes del parque nacional Wind Cave (Estados Unidos) y destinados a las reservas naturales de El Uno en Janos, Chihuahua. El 13 de mayo de 2010 nació la primera cría en territorio chihuahuense de aquellos ejemplares donados por el gobierno de Dakota del Sur. A finales de 2018, la población de bisontes en México había crecido hasta alcanzar los 184 ejemplares. En 2020, 19 ejemplares de Janos fueron introducidos en la Reserva Natural El Carmen, en el estado de Coahuila.

## Cruce con ganado vacuno
Durante el cuello de botella de la población de bisontes americanos en EE. UU., tras su gran matanza en el siglo XIX, el número de bisontes que quedaban vivos en Norteamérica descendió hasta 541 ejemplares. Durante ese periodo, un puñado de ganaderos reunió los restos de los rebaños existentes para salvar a la especie de la extinción. Estos ganaderos cruzaron algunos de los bisontes con ganado vacuno con el fin de producir "cattalo" o "beefalo". También se sabe que se produjeron cruces accidentales. Generalmente, se cruzaban toros domésticos con bisontes hembra, produciendo crías de las que sólo las hembras eran fértiles. Los animales cruzados resultantes no demostraron ninguna forma de vigor híbrido, por lo que se abandonó la práctica. La proporción de ADN bovino que se ha medido en individuos y rebaños de bisontes recuperados hoy en día suele ser bastante baja, oscilando entre el 0,56 y el 1,8 %. En Estados Unidos, muchos ganaderos utilizan actualmente pruebas de ADN para eliminar la genética bovina residual de sus rebaños de bisontes. La Asociación Nacional del Bisonte de EE. UU. (U.S. National Bison Association) ha adoptado un código ético que prohíbe a sus miembros cruzar deliberadamente bisontes con cualquier otra especie.

## Diferencias con el bisonte europeo

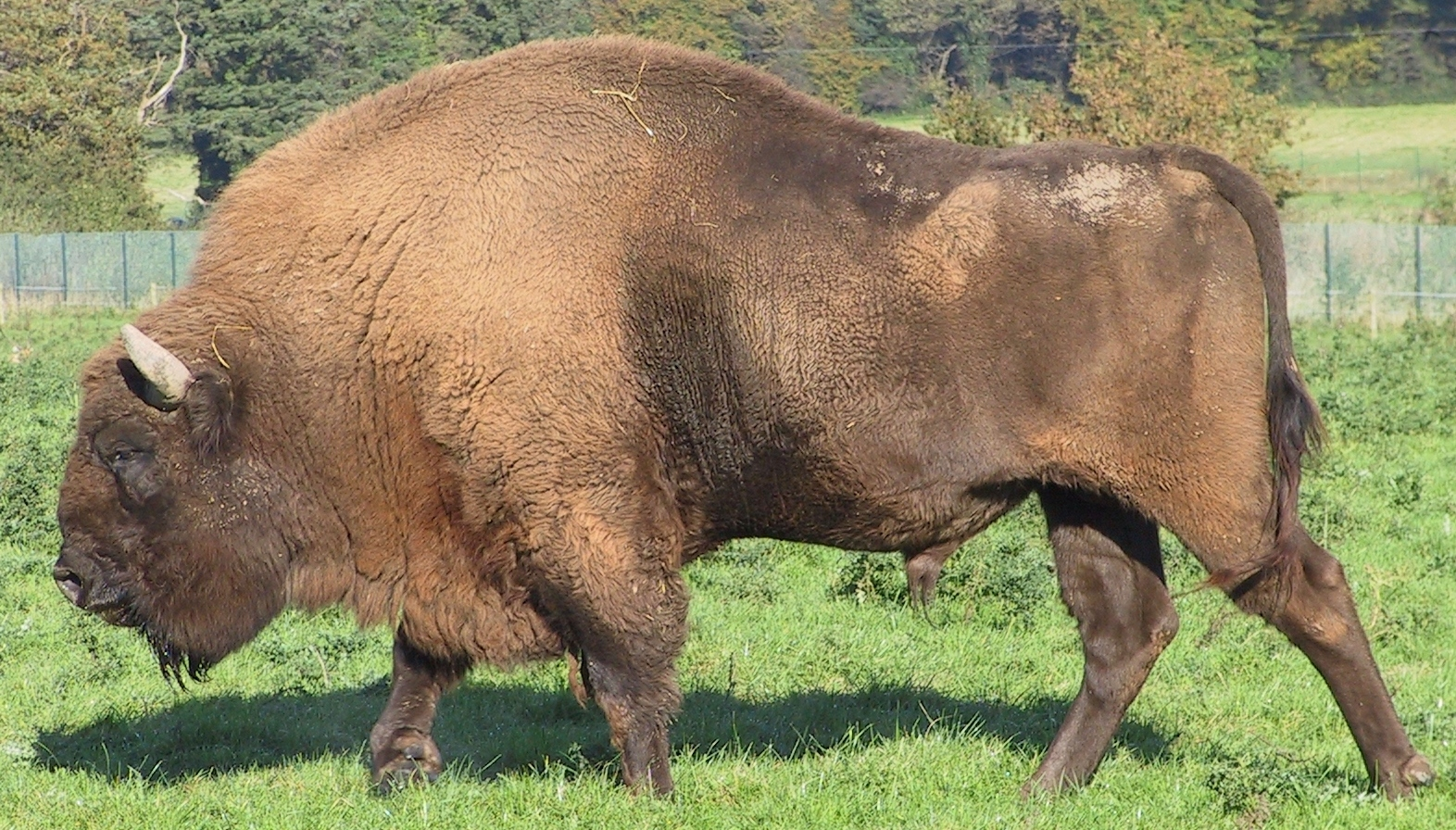
Bisonte europeo

Aunque son similares, el bisonte europeo (Bison bonasus) y el americano exhiben una serie de diferencias físicas y de comportamiento. El bisonte americano adulto es ligeramente más pesado en promedio, debido a su estructura más ancha, aunque tiene patas más cortas. El bisonte americano tiende a pastar más y migra menos que sus parientes europeos. Comparado con el hocico del bisonte americano, el de la especie europea se encuentra más adelante que la frente cuando el cuello se encuentra en una posición neutral. El cuerpo del bisonte americano es más peludo, aunque su cola tiene menos pelo que la del bisonte europeo. Los cuernos del bisonte europeo apuntan hacia adelante, haciéndolo más adepto a la lucha. 
El bisonte americano es más fácil de domesticar que el europeo, y se reproduce más fácilmente con el ganado doméstico. A principios del siglo xxi, la mayoría de bisontes americanos experimentaban un proceso de domesticación.

## Introducciones en Siberia

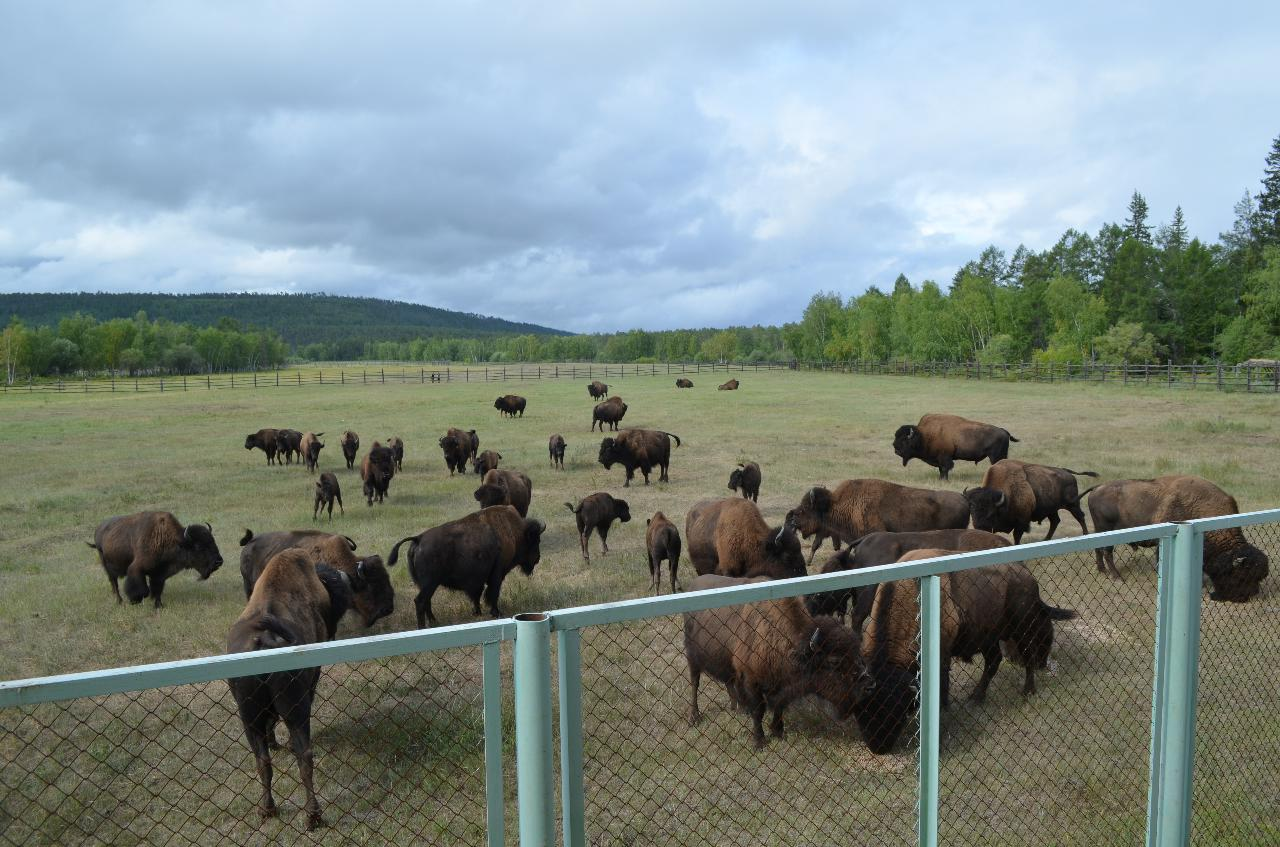
Programa de reintroducción del bisonte de bosque en la República de Sajá.

Desde 2006, un rebaño de bisontes de bosque (B. b. athabascae) enviado desde el Parque Nacional de la Isla Elk de Alberta se estableció en Yakutia, Rusia como práctica de re-creación (rewilding) del pleistoceno; los bisontes de bosque son los más estrechamente relacionados con la especie de bisonte extinta. Los bisontes se están adaptando bien al clima frío, y la Lista Roja de Yakutia registró oficialmente la especie en 2019; en 2020 se formó una segunda manada.
En el Parque Pleistoceno también hay 24 bisontes de llanura (B. b. bison), ya que no se pudieron adquirir bisontes de bosque.